# 新會商會陳白沙紀念中學

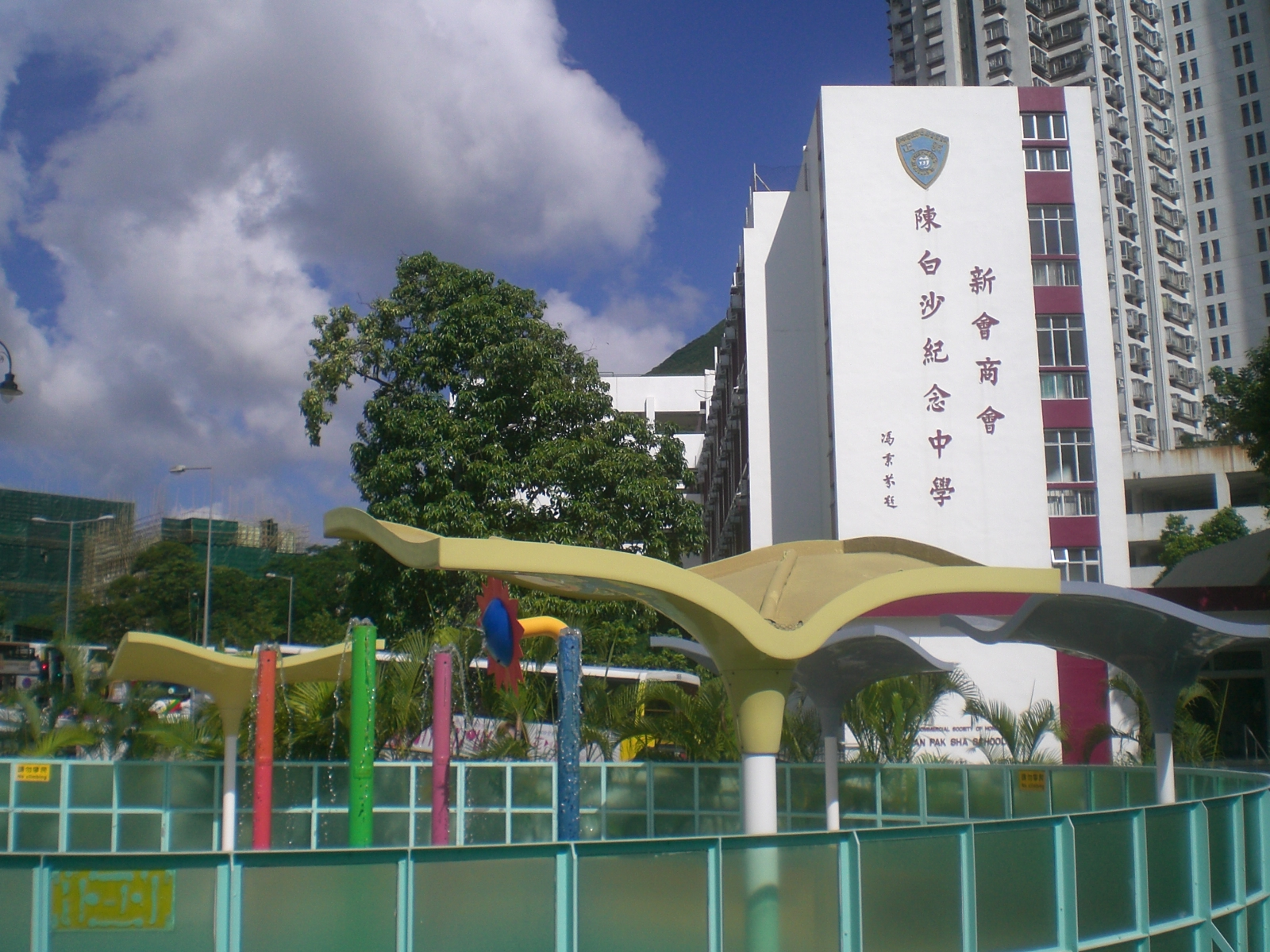
新會商會陳白沙紀念中學

新會商會陳白沙紀念中學（英語：S.W.C.S Chan Pak Sha School），位於香港南區黃竹坑深灣道1號。該校為僑港新會商會主辦之第一間政府資助文法中學，佔地5050平方米。

## 學校資料

### 辦學宗旨
新會商會陳白沙紀念中學強調學校是家庭教育的延續，希望學生在校有家的感覺。另一方面，又重視兩文三語及五育的均衡發展，並提供多元化科目及活動以令學生發掘興趣，發揮潛能和建立自信。

### 歷史
1975年，僑港新會商會極力提倡教育。有鑑於自1960年代開始香港外來人口急增而香港中學學位不足，馮秉芬爵士於是向政府提議開辦一所中學，結果獲政府撥出香港島南區深灣道一幅地皮用以建校。而僑港新會商會便斥資興辦。同年9月1日正式開課。2004年，為配合學校發展，該校度進行學校改善計劃。新翼校舍於2005年9月1日正式啟用。
該校與位於香港上環居賢坊1號的新會商會學校為升學「一條龍」學校。在創校初期，該校採用英語教學，後來由於未達開設英文班的標準，於1998年起改為母語教學。

## 校政管理
歷任校監
- 黃頌民先生[2]
- 梁世光先生

歷任校長
- 陳炳星先生
- 龐預松先生
- 廖德謙先生
- 徐榮耀博士
- 柳凝女士（署任）
- 楊文德博士
- 陳瑩瑩女士（現任）

## 校呔
新會商會陳白沙紀念中學的校呔為深藍色，除了在穿著冬季校服時為強制打上校呔外，中六學生在畢業典禮中穿著夏季校服時亦須在短袖裇衫上打上校呔，但沒有在日常上課日要求的。
而在日本遊學團中，陳白沙紀念中學要求參加學生在參觀當地學校時必須穿上校服，惟在前往日本以外國家的遊學團（如韓國）的參觀當地學校行程是沒有此要求。在冬季時，除了在穿著冬季校服時為強制打上校呔外，若在夏季的遊學團，參加的學生在穿著夏季校服時亦須在短袖裇衫上打上校呔，不論冬季或夏季都須在長袖及短袖裇衫上打上校呔。

## 校友
- 魯庭暉（1992年中一）：香港電視娛樂有限公司（ViuTV）董事總經理
- 蔡淇俊（2001年中五）：香港男演員，現在中國大陸發展為主[8]
- 楊樂文（2007年中五）：香港男演員，男子組合MIRROR隊長[8]
- 賴君蕊（2008年中五）：無綫新聞女主播
- 張憙延：香港足球運動員
- Isaac ma : 香港最受歡迎男歌手

## 事件
2019年7月，學校被揭發開辦以英語授課的班別，涉嫌違反教育局的微調中學教學語言安排，受到教育局的調查。教育局在8月底證實，學校向學生及家長發放的資料，與遞交予教育局的教學語言計劃書的資料不符，當中亦超出「化時為科」兩科上限，要求學校盡快採取補救措施，以免影響學生的學習效能。

## 資料來源
- 新會商會陳白沙紀念中學 （页面存档备份，存于）
- 新會商會陳白沙紀念中學 中學概覽[永久]
- 新會商會陳白沙紀念中學校友會